# Elmelund Skov
Elmelund Skov er en ny skov ved Odense, hvis  første træer blev plantet i 2002, og var i 2016 med sine 350 hektar den største enkeltstående danske skovplantning i 20 år, og den største skov i Odense Kommune. Skoven ligger nordvest for jernbanen og Tusindårsskoven, ved Bolbro i den sydvestlige udkant af Odense.
I september 2016 blev det besluttet at  opkøbe yderligere 140 hektar jord til skovrejsning. Den samlede udgift til opkøb og tilplantning forventes at blive cirka 30 millioner kroner, som finansieres af Vandcenter Syd, Odense Kommune og Naturstyrelsen.

## Eksterne kilder og henvisninger
1. ↑  Ny kæmpeskov runder en million træer  Arkiveret 2. februar 2017 hos  Wayback Machine naturstyrelsen.dk 1. september 2016

- Elmelund Skov Arkiveret 1. februar 2017 hos  Wayback Machine på odense.dk
- Elmelund Skov Overordnet plan Arkiveret 18. marts 2015 hos  Wayback Machine juli 2013 naturstyrelsen.dk

55°23′0.45″N 10°18′6.74″Ø / 55.3834583°N 10.3018722°Ø